# بنیاد
بُنیاد (که به آن بنیاد خیریه هم گفته می شود) (به انگلیسی: Foundation (nonprofit)) نوعی سازمان ناسودبر (غیر انتفاعی) است، که معمولا برای «سازمان های خیریه» بودجه و پشتیبانی فراهم می کند. این بودجه از طریق «کمک های مالی» انجام می شود، اما می تواند به صورت مستقیم «خدمات خیریه» را نیز شامل شود. بنیاد ها شامل «بنیادهای خیریه ی عمومی»، مثل «انجمن های بنیادین» و «بنیاد‌های خصوصی» (که معمولا توسط افراد یا خانواده ها وقف می گردند) می‌شوند. عبارت «بنیاد» می تواند توسط سازمان‌هایی که در «کمک هزینه های مردمی» درگیر نیستند نیز استفاده شود.
بنا بر تعریف حقوقی، بنیاد برای انجام مقصد ویژه‌ای تأسیس می‌شود و سود ناشی از فعالیت‌های بنیاد نیز می‌بایست در راه امور اجتماعی یا ایده‌های مرتبط با مقصد اصلی هزینه شود.

## بنیادهای ایرانی
- بنیاد اندیشه اسلامی (انتشارات بین المللی الهدی)[۲][۳]
- بنیاد نیشابور
- بنیاد مستضعفان و جانبازان
- بنیاد سینمایی فارابی
- بنیاد شهید و امور ایثارگران
- بنیاد ترویج فرهنگ وعلوم اسلامی
- بنیاد دانش و هنر
- بنیادنیمروزسیستانی وبلوچ
- بنیاد علمی زیرک‌زاده
- بنیاد فرهنگ ایران
- بنیاد باران
- بنیاد فردوسی
- بنیاد علمی و فرهنگی بوعلی سینا

## بنیادها در جهان
- بنیاد نرم‌افزارهای آزاد
- بنیاد ویکی‌مدیا